# وليام ناسو ليس

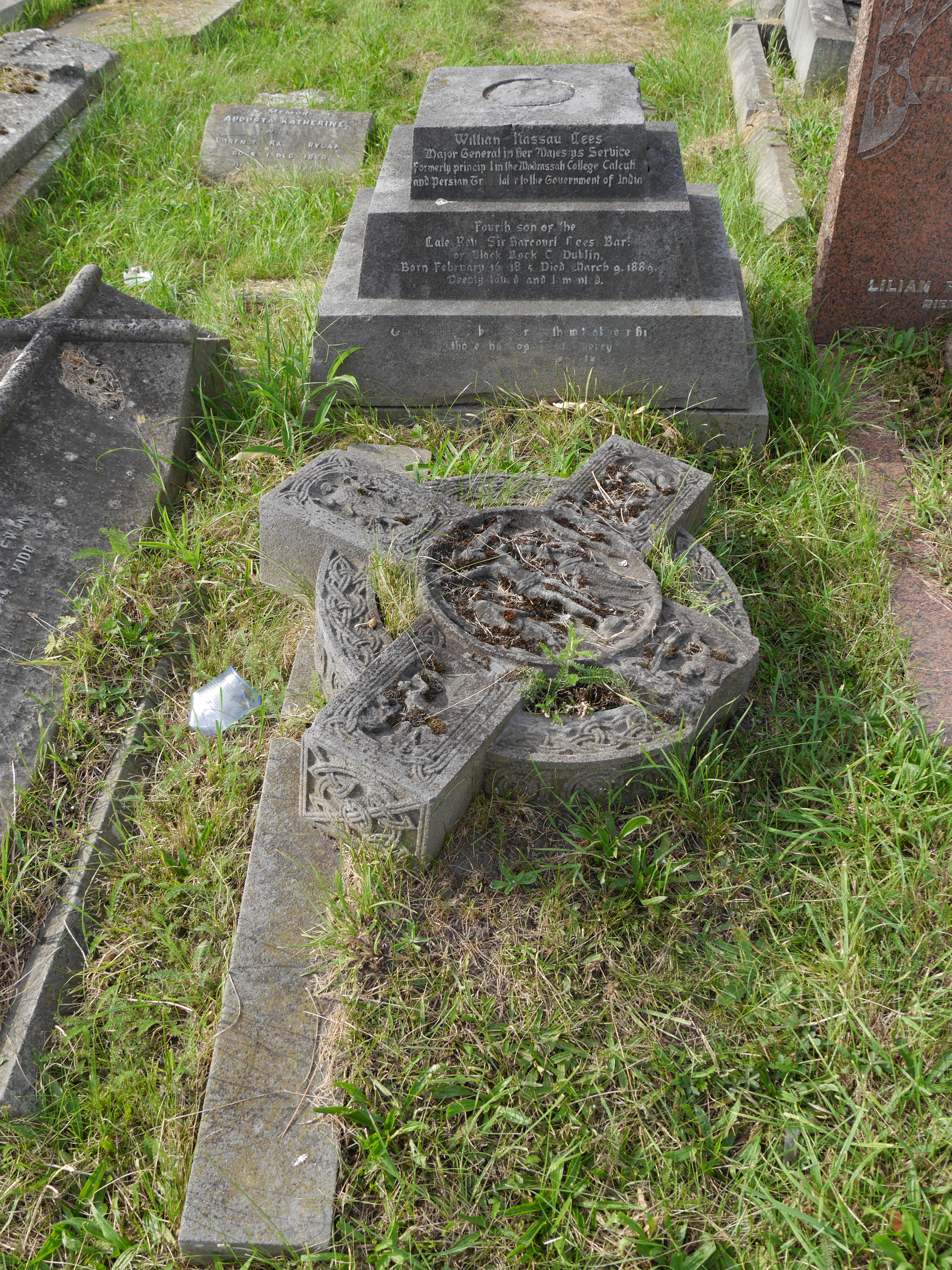
شاهد قبره في مقبرة برومبتون

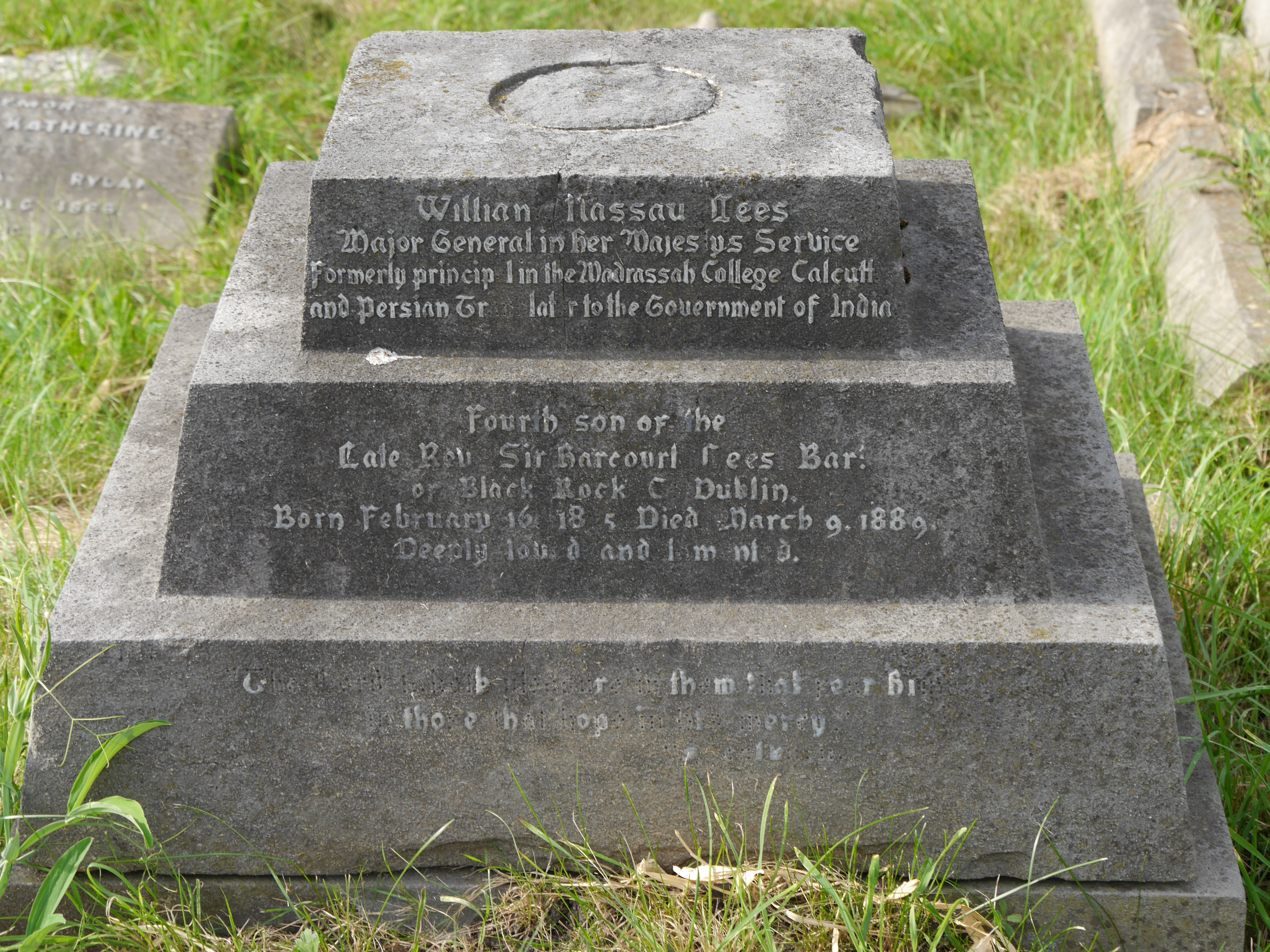
تفصيلة من شاهد القبر

وليام ناسو ليس (1825-1889) كان ضابطًا بالجيش البريطاني في الهند، ومستشرق.

## حياته
ولد في 26 فبراير 1825، الابن الرابع للـ بارونيت [الإنجليزية] السير هاركورت ليس، وتلقى تعليمه في مدرسة Nut Grove وكلية Trinity في دبلن، لكنه لم يحصل على درجة علمية. التحق بالكتيبة البنغالية عام 1846، ثم الفوج 42 من المشاة البنغالية في مارس 1846. أصبح ملازمًا في يوليو 1853، وكابتنًا في سبتمبر 1858، ورائدًا في يونيو 1865، ومقدمًا عام 1868، وعقيدًا عام 1876، ثم لواءًا عام 1885، بعد أن وضع على القوة الإضافية "supernumerary list" في عام 1884.
كان مديرًا لمدرسة كلكتا لعدة سنوات، حيث كان أيضًا أستاذًا للقانون والمنطق والأدب والرياضيات. وكان سكرتيرًا لكلية فورت ويليام، ومترجم لغة فارسية للحكومة، وممتحنًا حكوميًا باللغات العربية والفارسية والأردية لجميع أفرع الحكومة. ولبعض السنوات مشاركًا في ملكية صحيفة تايمز أوف إينديا. منحته كلية ترينيتي في دبلن الدرجة الفخرية LLD عام 1857، كما حصل على الدكتوراه من برلين. أصبح عضوًا في الجمعية الملكية الآسيوية عام 1872.
كان وليام ذا توجه سياسي محافظ، وقد حاول مرتين دخول البرلمان، لكنه لم ينجح فيهما. توفي في منزله في شارع جروسفينور "Grosvenor" بلندن، في 9 مارس 1889 عن عمر يناهز 64 عامًا

## مؤلفاته[1]
- فتوح الشام, المنسوب للواقدي، الطبعة العربية (1853)
- تفسير الكشاف, للزمخشري[3]
- نفحات الأنس للجامي (كتاب موسوعي يتضمن سير رجال التصوف ودراسة عن التصوف وتاريخه), وهو كتاب فارسي مؤسس لدراسة الغرب للتصوف[4] وكتاب «ويس ورامين» (Vis u Rámin), عن قصة من الأدب البهلوي.

```
* «تعليم اللغات الشرقية، خاصة فيما يتعلق بالمرشحين لخدمة شركة الهند الشرقية، وكسؤال وطني»، لندن وإدنبره، 1857.
* «سيرة ذاتية للفيلسوف والشاعر الصوفي جامي»، لندن، 1859.
* 
 دليل الامتحانات في فورت
```

- «القرارات واللوائح والرسائل والقوانين المتعلقة ببيع نفايات الأراضي والهجرة إلى الهند»، كلكتا، 1863.

```
* «صرف الفضة إلى الشرق وعملة الهند»، لندن، 1864 (1865).
* «مذكرات مكتوبة بعد زيارة مناطق الشاي في البنغال»، كلكتا، 1866.
* `` الأرض والعمل في الهند 
 ، مراجعة، لندن، 1867
```

حينما كان في الخدمة، قام بتحرير العديد من الأعمال الهندية أو المشاركة في تحريرها. ساعد المؤلفون الهنود في إخراج كتاب «اعراسِ بزرگانِ» (1855)، وفيه سرد لتواريخ وفيات مشاهير وعلماء المسلمين منذ بداية الدين حتى القرن الثاني عشر من الهجرة (حرره وليام ناسو ليس ومولوي كبير الدين أحمد)؛ كتاب تاريخ الخلفاء (1856)؛ كتاب كتاب حكايات وغرايب وعجايب ولطايف ونوادر وفوايد ونفايس (1856) لأحمد شهاب الدين القليوبي؛ وكتاب Alamgirmáneh (1868). ساهم في مجلة الجمعية الملكية الآسيوية ومجلة الجمعية الآسيوية في البنغال . أشرف على طباعة نسخة ويليام هوك مورلي من كتاب تاريخ البيهقي، وأشرف جزئيًا على طبعة المولوي سعيد أحمد خان من تاريخ فيروز شاهي (1868) لضياء الدين بن رجب البَرَني. كان محررًا مشتركًا لكتاب طبقات ناصري (1863) لمنهاج السراج الجوزجاني، وكتاب منتخب التواريخ (1864) لـ عبد القادر البدايوني. كما ساهم في نشر کتاب إقبال نامه جهانگیری لـ معتمد خان بخشی وكتاب بادشاهنامه لـ الملا عبد الحميد لاهوري.
كان أيضًا صحفيًا غزير الإنتاج في الموضوعات الهندية والسياسية والعسكرية والاقتصادية.